# Liwa al-Haq
Liwa al-Haq (arabe : لواء الحق بريف إدلب, « La Brigade du Droit ») est un groupe rebelle actif de 2013 à 2017 lors de la guerre civile syrienne.

## Histoire

### Affiliations
Le 24 mars 2015, Liwa al-Haq fait partie des groupes qui forment l'Armée de la conquête dans le gouvernorat d'Idleb. Il fait aussi partie des groupes rebelles qui forment le 26 avril 2015 la chambre d'opérations Fatah Halab, active à Alep.

### Dissolution
Le 28 janvier 2017, le Liwa al-Haq fusionne avec le Front Fatah al-Cham, le Harakat Nour al-Din al-Zenki, le Front Ansar Dine et le Jaych al-Sunna pour former Hayat Tahrir al-Cham. 